# Índice de desempeño ambiental

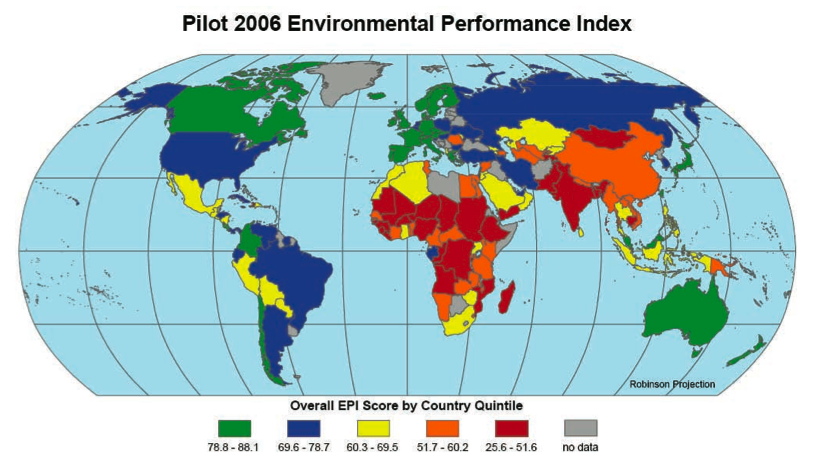
Mapa mostrando por categorías de clasificación los Índices de Desempeño Ambiental de 2006.

El índice de rendimiento ambiental o índice de desempeño ambiental (Inglés: Environmental Performance Index, siglas EPI) es un método para cuantificar y clasificar numéricamente el desempeño ambiental de las políticas de un país. El EPI fue precedido por el Índice de Sostenibilidad Ambiental (Inglés: Environmental Sustainability Index, siglas ESI), publicado entre 1999 y 2005. Ambos indicadores fueron desarrollados por el Centro de Política y Ley Ambiental de la Universidad de Yale, en conjunto con la Red de Información del Centro Internacional de Ciencias de la Tierra de la Universidad de Columbia. El ESI fue desarrollado para evaluar la sostenibilidad relativa entre países. Debido a cambios en el enfoque del equipo de investigación que desarrolló el ESI, el nuevo índice EPI utiliza indicadores orientados hacia resultados, por lo que sirve como índice de comparación, permitiendo así una mejor comprensión por parte de políticos, científicos, defensores del medio ambiente y el público en general.
Después del índice de desempeño ambiental piloto de 2006, se han publicado los índices de desempeño ambiental de los años: 2008, 2010.  2012,  2015, 2018 y 2022. 

## Variables EPI 2008
Para el cálculo del EPI de 2008, los investigadores modificaron la metodología utilizada en la estimación del índice de 2006.
Las variables se dividen en dos grandes objetivos, salud ambiental y vitalidad de los ecosistemas. A su vez, la salud ambiental se divide en tres categorías de políticas: el impacto del ambiente en la salud, agua potable y saneamiento básico, y los efectos de la calidad del aire en la salud. La vitalidad ambiental se divide en cinco categorías de políticas: efectos de la contaminación del aire en los ecosistemas, recursos hídricos, biodiversidad y hábitat, recursos naturales productivos y cambio climático. Bajo todas estas categorías se evaluaron los siguientes 25 indicadores.
| OBJETIVO     |                                             | Salud Ambiental                      |                                         |
| POLITICAS    | Efecto del ambiente en las enfermedades     | Agua potable y saneamiento           | Calidad del aire en la salud            |
| INDICADORES  | 1. Efecto del ambiente en enfermedades      | 2. Saneamiento                       | 4. Suspensión de partículas (urbano)    |
|              |                                             | 3. Agua Potable                      | 5. Contaminación del aire en interiores |
|              |                                             |                                      | 6. Ozono a nivel de tierra              |
| OBJETIVO     |                                             | Vitalidad de los ecosistemas         |                                         |
| POLITICAS    | Contaminación del aire en ecosistemas       | Recursos hídricos                    | Biodiversidad y hábitat                 |
| INDICADORES  | 7. Ozono en ecosistemas                     | 9. Calidad del agua natural          | 11. Riesgo de conservación              |
|              | 8. Emisiones de dióxido de sulfuro          | 10. Demanda sobre el agua disponible | 12. Conservación efectiva               |
|              |                                             |                                      | 13. Hábitats críticos                   |
|              |                                             |                                      | 14. Áreas marinas protegidas            |
| POLITICAS    | Recursos naturales productivos              | Recursos naturales productivos       | Recursos naturales productivos          |
| SUBCATEGORÍA | Recursos forestales                         | Recursos pesqueros                   | Recursos agrícolas                      |
| INDICADORES  | 15. Reserva árboles en crecimiento          | 16. Intensidad de la pesca marina    | 18. Intensidad de la irrigación         |
|              |                                             | 17. Prácticas de pesca con red       | 19. Subsidios agrícolas                 |
|              |                                             |                                      | 20. Intensidad de tierras cultivadas    |
|              |                                             |                                      | 21. Intensidad de áreas quemadas        |
|              |                                             |                                      | 22. Regulación del uso de pesticidas    |
| POLITICAS    | Cambio Climático (Gases efecto invernadero) |                                      |                                         |
| INDICADORES  | 23. Emisiones per cápita                    |                                      |                                         |
|              | 24. Emisiones/Generación eléctrica          |                                      |                                         |
|              | 25. Emisiones industriales de CO2           |                                      |                                         |

## Clasificaciones EPI 2006 a 2018

### Tabla Principal 2018
Los mejores países en el mundo según el EPI 2018 son:
| Puesto Mundial | Puesto Continental | País                         | Región  | Puntuación 2018 |  |
| -------------- | ------------------ | ---------------------------- | ------- | --------------- |  |
| 1              | 1                  | Suiza                        | Europa  | 87.42           |  |
| 2              | 2                  | Francia                      | Europa  | 83.95           |  |
| 3              | 3                  | Dinamarca                    | Europa  | 81.60           |  |
| 4              | 4                  | Malta                        | Europa  | 80.90           |  |
| 5              | 5                  | Suecia                       | Europa  | 80.51           |  |
| 6              | 6                  | Reino Unido                  | Europa  | 79.89           |  |
| 7              | 7                  | Luxemburgo                   | Europa  | 79.12           |  |
| 8              | 8                  | Austria                      | Europa  | 78.97           |  |
| 9              | 9                  | Irlanda                      | Europa  | 78.77           |  |
| 10             | 10                 | Finlandia                    | Europa  | 78.64           |  |
| 11             | 11                 | Islandia                     | Europa  | 78.57           |  |
| 12             | 12                 | España                       | Europa  | 78.57           |  |
| 13             | 13                 | Alemania                     | Europa  | 78.37           |  |
| 14             | 14                 | Noruega                      | Europa  | 77.49           |  |
| 15             | 15                 | Bélgica                      | Europa  | 77.38           |  |
| 16             | 16                 | Italia                       | Europa  | 76.96           |  |
| 17             | 1                  | Nueva Zelanda                | Oceanía | 75.96           |  |
| 18             | 17                 | Países Bajos                 | Europa  | 75.46           |  |
| 19             | 1                  | Israel                       | Asia    | 75.01           |  |
| 20             | 2                  | Japón                        | Asia    | 74.69           |  |
| 21             | 2                  | Australia                    | Oceanía | 74.12           |  |
| 22             | 18                 | Grecia                       | Europa  | 73.60           |  |
| 23             | 3                  | República de China           | Asia    | 72.84           |  |
| 24             | 19                 | Chipre                       | Europa  | 72.60           |  |
| 25             | 1                  | Canadá                       | América | 72.18           |  |
| 26             | 20                 | Portugal                     | Europa  | 71.91           |  |
| 27             | 2                  | Estados Unidos               | América | 71.19           |  |
| 28             | 21                 | Eslovaquia                   | Europa  | 70.60           |  |
| 29             | 22                 | Lituania                     | Europa  | 69.33           |  |
| 30             | 3                  | Costa Rica                   | América | 67.85           |  |
| 31             | 23                 | Bulgaria                     | Europa  | 67.85           |  |
| 32             | 4                  | Catar                        | Asia    | 67.80           |  |
| 33             | 24                 | República Checa              | Europa  | 67.68           |  |
| 34             | 25                 | Eslovenia                    | Europa  | 67.57           |  |
| 35             | 4                  | Trinidad y Tobago            | América | 67.36           |  |
| 36             | 5                  | San Vicente y las Granadinas | América | 66.48           |  |
| 37             | 26                 | Letonia                      | Europa  | 66.12           |  |
| 38             | 5                  | Turkmenistán                 | Asia    | 66.10           |  |
| 39             | 1                  | Seychelles                   | África  | 66.02           |  |
| 40             | 27                 | Albania                      | Europa  | 65.46           |  |
| 41             | 28                 | Croacia                      | Europa  | 65.45           |  |
| 42             | 6                  | Colombia                     | América | 65.22           |  |
| 43             | 29                 | Hungría                      | Europa  | 65.01           |  |
| 44             | 30                 | Bielorrusia                  | Europa  | 64.98           |  |
| 45             | 31                 | Rumania                      | Europa  | 64.78           |  |
| 46             | 7                  | República Dominicana         | América | 64.71           |  |
| 47             | 8                  | Uruguay                      | América | 64.65           |  |
| 48             | 32                 | Estonia                      | Europa  | 64.31           |  |
| 49             | 6                  | Singapur                     | Asia    | 64.23           |  |
| 50             | 33                 | Polonia                      | Europa  | 64.11           |  |

### 2012

#### Los 30 mejores países en el mundo
Los 30 mejores países en el mundo mejor clasificados según el EPI 2012 son:
| 1. Suiza 76.69 2. Letonia 70.37 3. Noruega 69.92 4. Luxemburgo 69.2 5. Costa Rica 69.03 6. Francia 69 7. Austria 68.92 8. Italia 68.9 9. Reino Unido 68.82 10. Suecia 68.82 | Finlandia 64.44 Croacia 64.16 | 1. Dinamarca 63.61 2. Polonia 63.47 3. Japón 63.36 4. Bélgica 63.02 5. Malasia 62.51 6. Brunéi 62.49 7. Colombia 62.33 8. Eslovenia 62.25 9. Taiwán 62.23 10. Brasil 60.9 |

### 2010

#### Los 30 mejores países en el mundo
Los 30 mejores países en el mundo mejor clasificados según el EPI 2010 son:
| 1. Islandia 93.5 2. Suiza 89.1 3. Costa Rica 86.4 4. Suecia 86.0 5. Noruega 81.1 6. Mauricio 80.6 7. Francia 78.2 8. Austria 78.1 9. Cuba 78.1 10. Colombia 76.8 | 1. Malta 76.3 2. Finlandia 74.7 3. Eslovenia 74.5 4. Reino Unido 74.2 5. Nueva Zelanda 73.4 6. Chile 73.3 7. Alemania 73.2 8. Italia 73.1 9. Portugal 73.0 10. Japón 72.5 | 1. Letonia 72.5 2. República Checa 71.6 3. Albania 71.4 4. Panamá 71.4 5. España 70.6 6. Belice 69.9 7. Antigua y Barbuda 69.8 8. Singapur 69.6 9. Serbia y Montenegro 69.4 10. Ecuador 69.3 |

### EPI 2008
Los 30 mejores países en el mundo según el EPI 2008 son:
| 1. Suiza 95.5 2. Noruega 93.1 3. Suecia 93.1 4. Finlandia 91.4 5. Costa Rica 90.5 6. Austria 89.4 7. Nueva Zelanda 88.9 8. Letonia 88.8 9. Colombia 88.3 10. Francia 87.8 | 1. Islandia 87.6 2. Canadá 86.6 3. Alemania 86.3 4. Reino Unido 86.3 5. Eslovenia 86.3 6. Lituania 86.2 7. Eslovaquia 86.0 8. Portugal 85.8 9. Estonia 85.2 10. Croacia 84.6 | 1. Japón 84.5 2. Ecuador 84.4 3. Hungría 84.2 4. Italia 84.2 5. Albania 84.0 6. Dinamarca 84.0 7. Malasia 84.0 8. Rusia 83.9 9. Chile 83.4 10. España 83.1 |

### EPI 2006
Los 30 mejores países en el mundo mejor clasificados según el EPI 2006 son:
| 1. Nueva Zelanda 88.0 2. Suecia 87.8 3. Finlandia 87.0 4. República Checa 86.0 5. Reino Unido 85.6 6. Austria 85.2 7. Dinamarca 84.2 8. Canadá 84.0 9. Malasia 83.3 10. Irlanda 83.3 | 1. Portugal 82.9 2. Francia 82.5 3. Islandia 82.1 4. Japón 81.9 5. Costa Rica 81.6 6. Suiza 81.4 7. Colombia 80.4 8. Noruega 80.2 9. Grecia 80.2 10. Australia 80.1 | 1. Italia 79.8 2. Alemania 79.4 3. España 79.2 4. Taiwán 79.1 5. Eslovaquia 79.1 6. Chile 78.9 7. Países Bajos 78.7 8. Estados Unidos 78.5 9. Chipre 78.4 10. Argentina 77.7 |